# Friedrich Siegmund Voigt

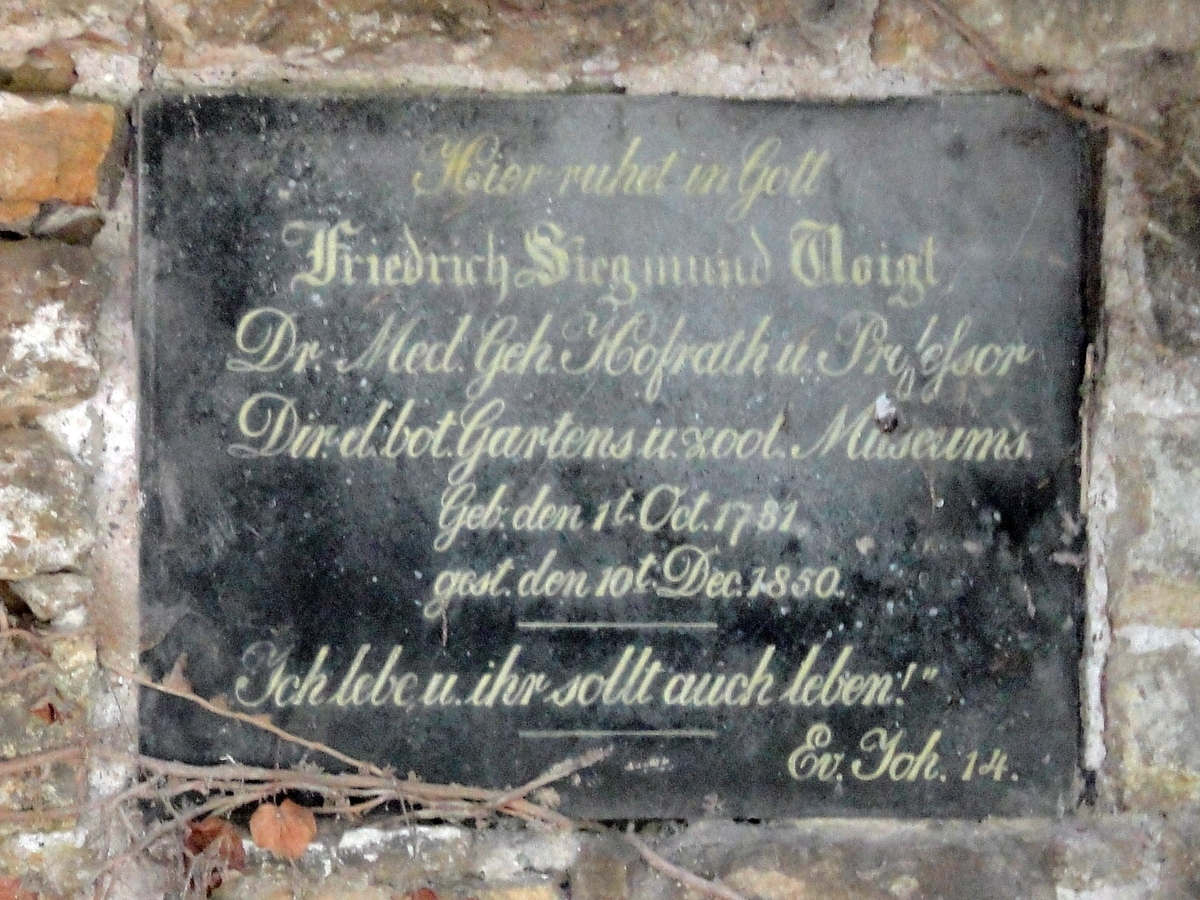
Grab von Friedrich Siegmund Voigt auf dem Johannisfriedhof in Jena

Friedrich Siegmund Voigt (* 1. Oktober 1781 in Gotha; † 10. Dezember 1850 in Jena) war ein deutscher Botaniker und Zoologe. Sein offizielles botanisches Autorenkürzel lautet „F.Voigt“.  

## Leben und Wirken
Voigt war der Sohn des Mathematik- und Physikprofessors in Jena Johann Heinrich Voigt. Verheiratet war er mit Susette von Loevenich, Tochter von Friedrich von Loevenich aus der bekannten Krefelder Seidendynsastie und Charlotte Susanne Hestermann aus der Frankfurter Bankdynastie Hestermann. Er wurde Professor für Medizin und Botanik an der Universität Jena und Direktor des dortigen Botanischen Gartens. Außerdem war er Geheimer Hofrat.
Auf Vermittlung von Goethe reiste Voigt im September 1809 nach Paris. Dort traf er Alexander von Humboldt, der ihm die Bekanntschaft mit zahlreichen Gelehrten, u. a. Cuvier ermöglichte.
Er verteidigte die Lehre der Metamorphose der Pflanzen von Johann Wolfgang Goethe. Auf Goethes Empfehlung wurde er auch Direktor des Botanischen Gartens in Jena (der nicht der Universität unterstand) und baute ihn nach den schweren Verwüstungen durch die Napoleonischen Kriege wieder auf.
Als Zoologe gab er die deutsche Ausgabe des Tierreichs von Georges Cuvier heraus und verfasste ein eigenes Zoologie-Lehrbuch.

## Ehrungen
Er war Mitglied der Akademie der Wissenschaften zu Göttingen und wurde im Jahr 1821 zum Mitglied der Leopoldina gewählt.
Nach ihm ist die Pflanzengattung Voigtia Spreng. aus der Familie der Korbblütler (Asteraceae) benannt.

## Schriften
1812 erschien sein Katalog der Pflanzen des Botanischen Gartens Jena.